# マッチメイク
マッチメイク（Match Make）とは、格闘技において対戦カードを決定すること。特にプロレスの場合は、その意味に加えて、アングルを作ることも含まれる場合が多い。

## プロレスにおけるマッチメイク
プロレスの興行においては、マッチメイカーまたはブッカーと呼ばれる人物が対戦カードおよび試合の流れや勝敗を決める。2010年代までのWWEではパット・パターソンやブラックジャック・ランザ、新日本プロレスでは坂口征二や長州力が務めた。
しかし勝敗については、プロレスラーの間には「（対戦相手と自分とでは）どちらが強いのか」という意識は高く、自身のプライドや商品価値を維持せんとするため、試合のブックに反発して揉め事が起こることも少なくない。
マッチメイカー（ブッカー）が決めた事柄が、その団体の話題性や集客力に直結するため、複数の人物による合議制を敷いたり、外部の脚本家に依頼する団体もある。また、時勢によっては興行が超満員となる一方、窮地に追いやる危険が伴う。
勝敗以外の詳細な試合展開については、試合を行うもの同士の裁量に任されることが多いと言われ、口頭での打ち合わせによるものとされる。実際に本があるわけではなく、それでも力学に変動のある様式を岡村正史は「ジャズのアドリブ演奏」に例えている。これらは当事者以外には知らされないとされているが、進行や演出の都合上、音響や撮影スタッフに伝達されることがある。
また、マッチメイクは試合のみならず、リング外での筋書き（アングル）の作成を指すことがある。記者会見場での乱闘のタイミング、場外での襲撃、挑発合戦の方向性（～の形式で決着を着ける）などが代表例である。

### 事例
WWEの内幕を描いたドキュメンタリー映画『ビヨンド・ザ・マット』では、ザ・ロックとミック・フォーリーが場外乱闘時の観客席の移動ルートやパイプ椅子での殴打回数などを打合せするシーンが見られるが、WWEは経営上の理由から台本の存在を公言した（スポーツではなくショー・ビジネスとして登録する方が税金や保険料が低減されて税制上有利であり、また株式上場にあたり台本の存在を非公表のまま上場するとコンプライアンス上の問題があるため）。
日本でも長野県を中心に活動している信州プロレスリングや芸人たちによるギャグプロレス団体の西口プロレスではキャッチコピーに「台本重視」「安全第一」などを掲げており、事実上台本の存在を公式に認めている。
リック・フレアーは自身のDVDの中で当時のNWA王者決定方法について述べている。
日本のプロレスでは法廷で台本の存在が公になった事例がある。2003年4月27日ディファ有明での大仁田厚と渡辺幸正（セッド・ジニアス）がからんだ試合で、事前の取り決めにもめていたためか試合終了後渡辺が場外乱闘を仕掛け、それを大仁田側セコンドについていた大仁田の議員秘書中牧昭二がブックではない本気の蹴りで阻止し、渡辺が負傷した。このことについての裁判では、東京地方裁判所が「通常のプロレス興行で、事前の打ち合わせ無しに相手に攻撃を仕掛けることは許容されておらず、観客に見せるプロレス興行としては異質の暴行」との裁判例を示した。また、女子プロレス（アルシオン）でもアジャ・コングとロッシー小川（小川宏）社長間の名誉毀損や肖像権をめぐる裁判で、リング上での試合放棄は社長が演出し指示した、試合が始まったらほかの選手がリングに上がって辞任要求を出すので『辞めてやる』といえ、と言われたのでそのとおりにしたと、アジャ選手の退団にはアングルの流れが作られていたことを示唆する答弁内容などから、台本の存在を認定した判決となった。
マット・モーガンが海外でのインタビューで「新日本プロレスで永田裕志と試合を行った時、フィニッシュ・ホールド（決着を付ける技）だけは前もって説明が必要であったが、それ以外は話すことなく試合をさせてくれるので自由で良い団体だ」と語った。
またプロレス業界関係者の著作のなかで台本の存在が明示されてきた。例えば、新日本プロレスのレフェリーであったミスター高橋は『流血の魔術 最強の演技』のなかで、同団体における台本の存在や演出などを詳しく述べ、新日本で行われた異種格闘技戦も台本が存在したことを記している。代表的なものとして柔道メダリストのウィレム・ルスカとアントニオ猪木が試合をした場合もルスカはプロレス技を数多く受ける台本を打ち合わせの時点で了承していたと述べた。
全日本プロレスの場合では、元週刊プロレス編集長であったターザン山本が、近年の自著の中で台本の存在を明らかにした。それによると、SWSによる全日本からの選手引き抜きに伴い、ジャイアント馬場が山本に裏金を渡した上で、週刊プロレス誌上でのSWSバッシングを行う様依頼したという。この依頼が契機となり、山本との間に癒着に近い関係が生まれることとなり、誌上で全日本プロレスを優遇する見返りに、馬場はビッグマッチにおける台本内容の決定権を山本および一部記者に与えていたという。なかでも、三沢光晴が大きく飛躍する契機となったジャンボ鶴田との試合の決着を、ピンフォールではなくフェイスロックでのギブアップとする結末を山本らが決定したと主張している。一方、当時の全日本プロレスでマッチメイクを担当していた渕正信は山本の主張を認めておらず、実際には「懇意であった彼らのアイディアを採用したことがある」程度であった可能性がある（先述した鶴田・三沢戦においても、三沢は当時フェイスロックを試合で使用しておらず、鶴田からギブアップ勝ちをしたのはその1年以上後に行われた世界タッグ選手権であることから、山本の当時の記憶に齟齬があることも窺える）。当時、全日本プロレスを中継していた日本テレビ系列のよみうりテレビ製作のアニメ「シティーハンター2」の第12話「場外乱闘流血必至!!恋のコブラツイスト☆」（1988年6月24日放送）では、「プロレスはショー」という台詞が取り入れられている。
アメリカで出版された外人レスラーのハーリー・レイス、リック・フレアーの自伝では「この時の日本遠征では世界王座が移動する予定はなかった」などの記述が登場することがある。
金子達仁による高田延彦を扱った書籍「泣き虫」において、高田が台本の存在を明示している記述がある。
ただし、個人が台本の存在を明示することはあっても全ての団体、全ての試合に台本があるという証明がされているわけではない。またかつての全日本女子プロレスの所謂抑え込みマッチの様に、プロレスとしてのフォルムや暗黙の掟を守りつつ結末を決めないで試合をする事が日常茶飯事だった例もある。